# Notre-Dame-des-Anges du Massif des Maures
Koordinaten: 43° 16′ 53″ N, 6° 17′ 38″ O

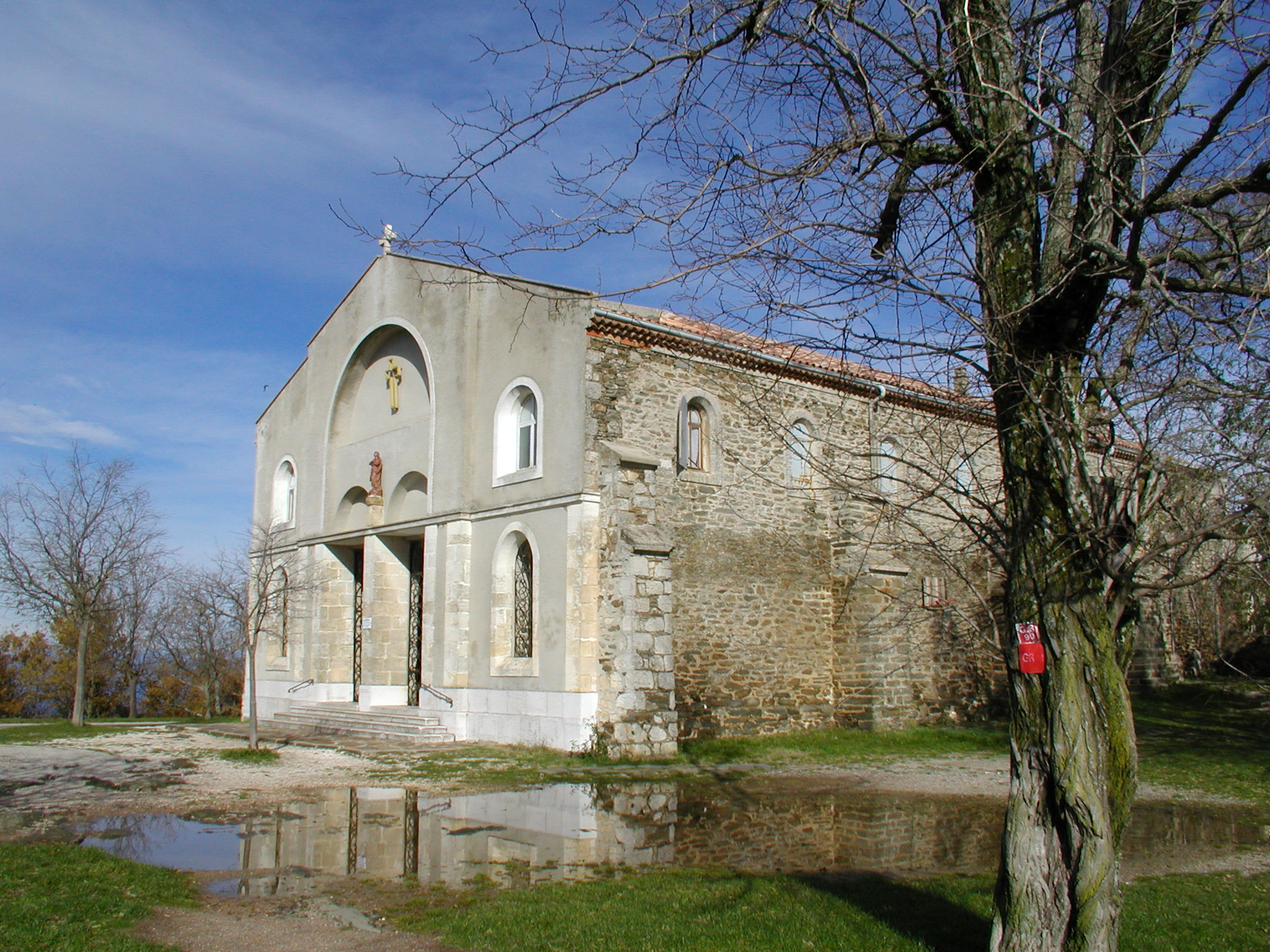
Notre Dame des Anges

Notre Dame des Anges (Unsere Liebe Frau von den Engeln) ist eine römisch-katholische Pilgerkapelle auf dem Gebiet der Gemeinde Pignans auf einem der höchsten Punkte des Massif des Maures (767 m) im Süden Frankreichs. Sie liegt zwischen den Orten Cogolin und Collobrières im Süden und Gonfaron im Norden. Die Kapelle ist eingetragen im Verzeichnis des architektonischen Erbes Frankreichs. Neben dem Sakralbau befinden sich dort Unterkünfte für Pilger und ein kleiner Kreuzgang.

## Geschichte
Bereits in merowingischer Zeit soll 517 an der Stelle des heutigen Bauwerks ein Gotteshaus zu Ehren der Heiligen Jungfrau durch Theuderich I. nach dessen Sieg über die Westgoten errichtet worden sein. Der heutigen Kapelle ging ein Vorgängerbau aus dem 10. oder 11. Jahrhundert voraus. Diese Kapelle wurde im ersten Viertel des 17. Jahrhunderts umgebaut und im 19. Jahrhundert um 1877 nach Plänen des Architekten Vasserot erweitert. Der Kreuzgang wurde 1900 unter Verwendung der Außenmauern der alten Kapelle errichtet.

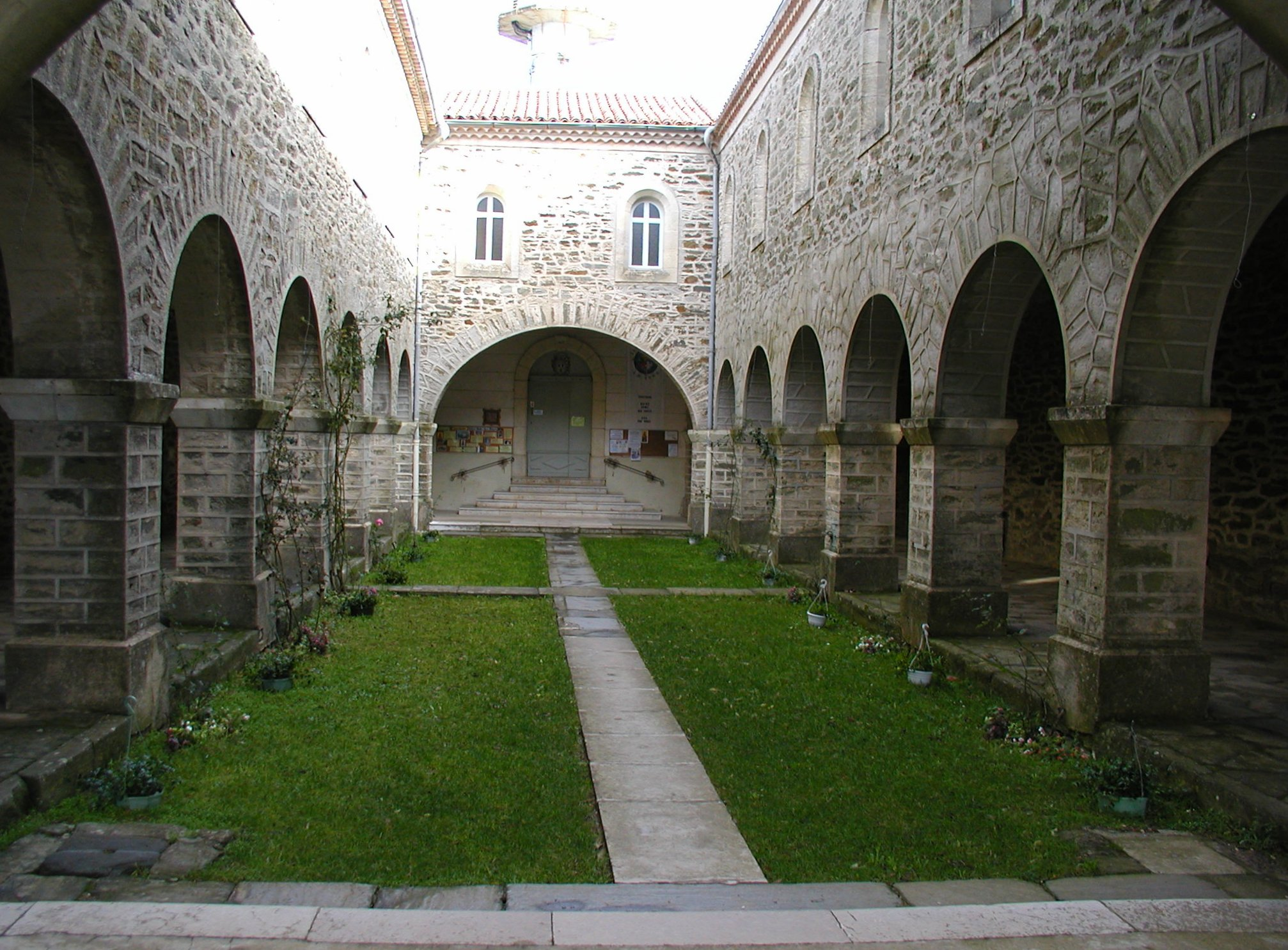
Kreuzgang
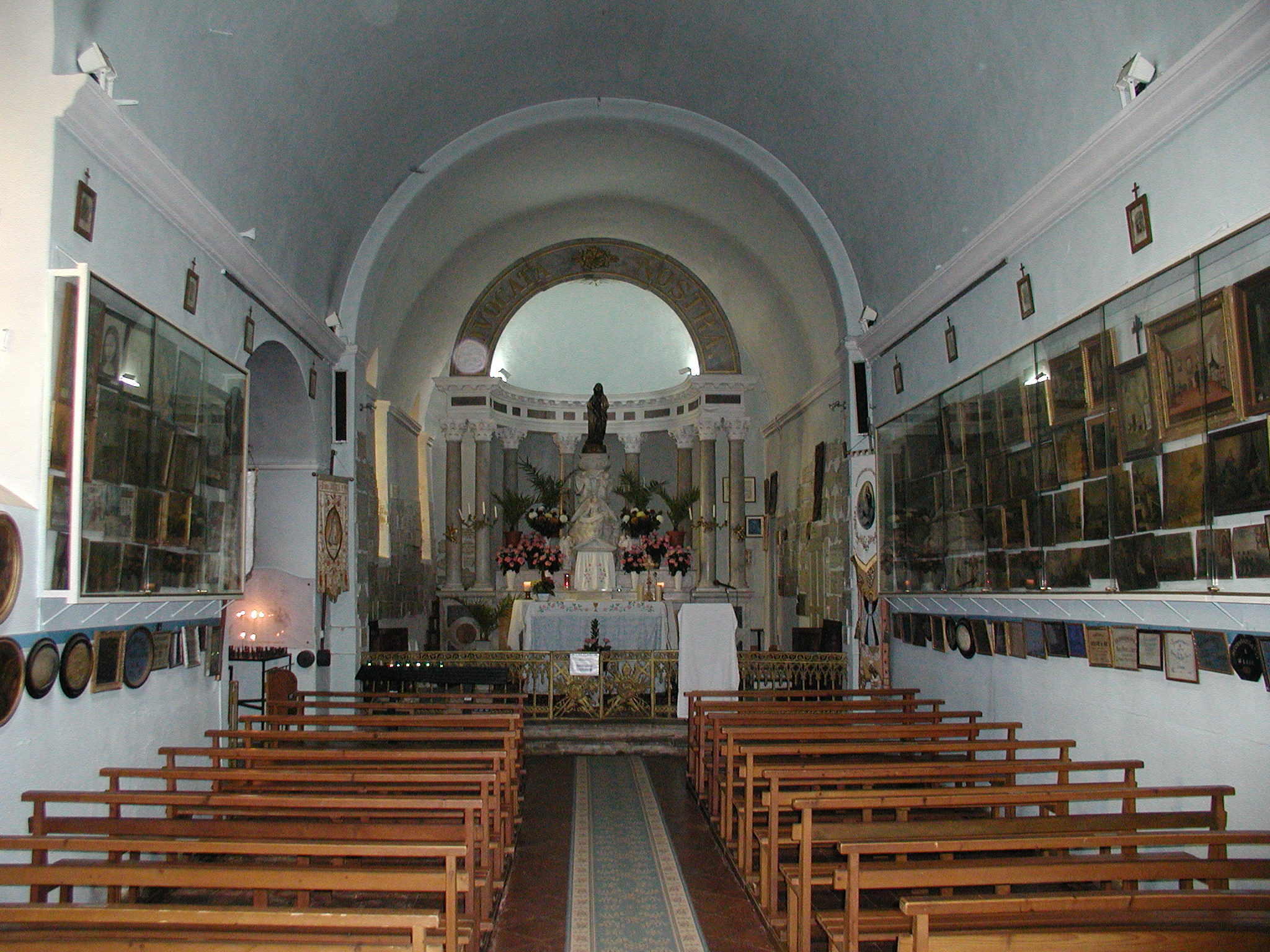
Inneres der Kapelle
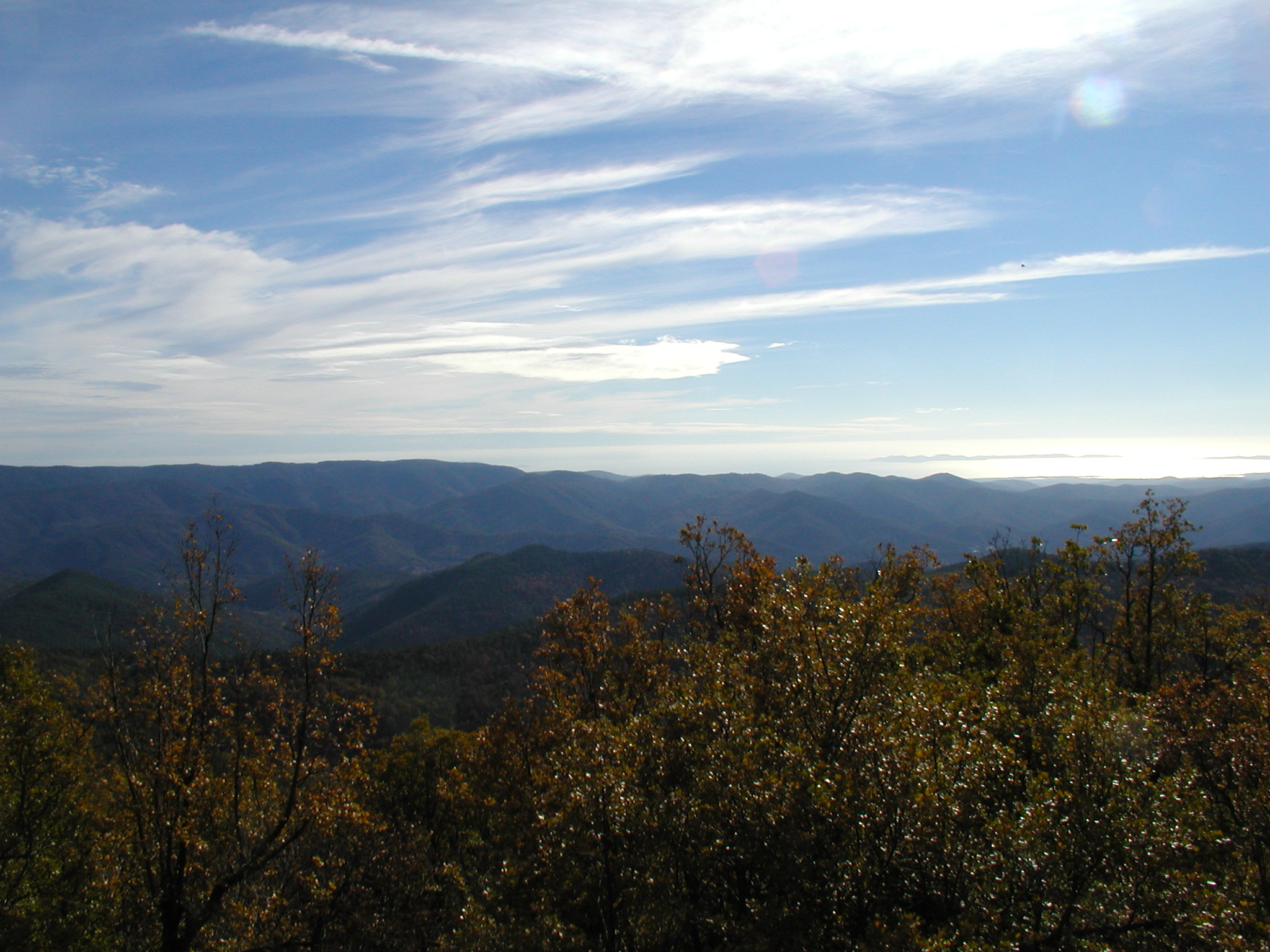
Aussicht über das Massif des Maures bis zum Mittelmeer